# إدي هيلي
إدي هيلي (بالإنجليزية: Eddie Healey)‏ هو شخصية أعمال بريطاني، ولد في 22 أبريل 1938.